# Polska Liga Hokejowa (2009/2010)
12. sezon Polskiej Ligi Hokejowej rozegrany został na przełomie 2009 i 2010 roku. Był to 54. sezon rozgrywek o Mistrzostwo Polski w hokeju na lodzie. W rozgrywkach wzięło udział 10 zespołów ekstraligowych z pięciu województw: śląskiego, małopolskiego, podkarpackiego, kujawsko-pomorskiego oraz z pomorskiego. W trakcie rozgrywek dołączyły drużyny z I ligi.
Obrońcą tytułu była drużyna Cracovii, która w finale poprzedniej edycji pokonała GKS Tychy 4:1.
Pierwsze mecze sezonu odbyły się 13 września 2009 roku. Rozgrywki zakończyły się 20 marca 2010. Pierwszym meczem sezonu było spotkanie pomiędzy drużynami Stoczniowiec Gdańsk oraz TKH Toruń. Podczas tego meczu pierwszą bramkę sezonu zdobył Tomasz Ziółkowski, trafiając do bramki przeciwnika w czwartej minucie spotkania. Ostatnim spotkaniem sezonu był szósty mecz rywalizacji o brązowy medal pomiędzy GKS Tychy a Zagłębiem Sosnowiec, w którym ostatniego gola w sezonie zdobył Teddy Da Costa.
Złoty Kij za sezon otrzymał Krzysztof Zborowski (Podhale Nowy Targ).

## Drużyny
W Ekstralidze występuje 10 zespołów, które walczą o tytuł Mistrza Polski w hokeju na lodzie:
|    | Zespoły występujące w Ekstraligi 2008/2009 |
| -- | ------------------------------------------ |
| 1  | Cracovia                                   |
| 2  | GKS Tychy                                  |
| 3  | Podhale Nowy Targ                          |
| 4  | Stoczniowiec Gdańsk                        |
| 5  | Naprzód Janów                              |
| 6  | Zagłębie Sosnowiec                         |
| 7  | GKS Jastrzębie                             |
| 8  | TKH Toruń                                  |
| 9  | KH Sanok                                   |
|    | Zespół, który awansował z pierwszej ligi   |
| 10 | Unia Oświęcim                              |

## Sezon zasadniczy

### I etap
L = lokata, M = liczba rozegranych spotkań, Pkt = Liczba zdobytych punktów, W = Wygrane, WpD = Wygrane po dogrywce lub karnych, PpD = Porażki po dogrywce lub karnych, P = Porażki (ogółem), G+ = Gole strzelone, G- = Gole stracone, +/- Różnica bramek
| Lp. | Zespół              | M  | Pkt | W  | WpD | PpD | P  | G + | G - | +/- |
| --- | ------------------- | -- | --- | -- | --- | --- | -- | --- | --- | --- |
| 1   | GKS Tychy           | 18 | 41  | 12 | 2   | 1   | 3  | 70  | 41  | +29 |
| 2   | Cracovia            | 18 | 36  | 10 | 3   | 0   | 5  | 66  | 44  | +22 |
| 3   | Zagłębie Sosnowiec  | 18 | 35  | 10 | 2   | 1   | 5  | 86  | 70  | +16 |
| 4   | Podhale Nowy Targ   | 18 | 32  | 9  | 1   | 3   | 5  | 61  | 49  | +12 |
| 5   | GKS Jastrzębie      | 18 | 28  | 9  | 0   | 1   | 8  | 64  | 52  | +12 |
| 6   | Naprzód Janów       | 18 | 27  | 9  | 0   | 0   | 9  | 52  | 75  | -23 |
| 7   | Stoczniowiec Gdańsk | 18 | 26  | 8  | 1   | 0   | 9  | 69  | 65  | +4  |
| 8   | TKH Toruń           | 18 | 19  | 5  | 1   | 2   | 10 | 38  | 57  | -19 |
| 9   | Unia Oświęcim       | 18 | 18  | 6  | 0   | 0   | 12 | 62  | 80  | -18 |
| 10  | KH Sanok            | 18 | 8   | 2  | 0   | 2   | 14 | 47  | 82  | -35 |

Legenda:       = awans do grupy A,       = gra w grupie B

### II etap
W tej fazie rozgrywek ekstraliga połączyła się z pierwszą ligą tworząc trzy grupy. W pierwsza grupie tzw. grupie A uczestniczyło sześć najlepszych drużyn pierwszego etapu rozgrywek ekstraligi. W drugiej grupie tzw. grupie B uczestniczyło cztery najsłabsze zespołu ekstraligi pierwszej fazy oraz dwie najlepsze drużyny z pierwszej ligi, zaś najsłabsza grupa C składała się z pozostałych drużyn pierwszej ligi.
Pierwsze mecze tej fazy odbyły się 17 listopada 2009 roku, a ostatnia kolejka odbyła się 9 lutego 2010. Grupie A i C punkty zdobyte w pierwszej fazie sezonu zasadniczego wliczane zostały do punktacji drugiej fazy. W grupie B kasowane były punkty z pierwszej fazy - drużyny mają po zero punktów. Ostatecznie w grupie B wystartowało pięć zespołów. Drużyna Polonii Bytom uczestniczyła w rozgrywkach w grupy C.
Po zakończeniu tej fazy rozgrywek 10 lutego 2010 roku odbyło się losowanie drużyn, dotyczące rozstawienia w fazie playoff

#### Grupa A
L = lokata, M = liczba rozegranych spotkań, Pkt = Liczba zdobytych punktów, W = Wygrane, WpD = Wygrane po dogrywce lub karnych, PpD = Porażki po dogrywce lub karnych, P = Porażki (ogółem), G+ = Gole strzelone, G- = Gole stracone, +/- Różnica bramek
| Lp. | Zespół             | M  | Pkt | W  | WpD | PpD | P  | G + | G - | +/- |
| --- | ------------------ | -- | --- | -- | --- | --- | -- | --- | --- | --- |
| 1   | Cracovia           | 48 | 104 | 31 | 5   | 1   | 11 | 212 | 125 | +87 |
| 2   | GKS Tychy          | 48 | 95  | 28 | 5   | 1   | 14 | 174 | 124 | +50 |
| 3   | Podhale Nowy Targ  | 48 | 89  | 26 | 3   | 5   | 14 | 193 | 171 | +22 |
| 4   | Zagłębie Sosnowiec | 48 | 73  | 21 | 3   | 4   | 20 | 213 | 187 | +26 |
| 5   | Naprzód Janów      | 48 | 56  | 16 | 3   | 2   | 27 | 144 | 220 | -76 |
| 6   | GKS Jastrzębie     | 48 | 52  | 15 | 1   | 5   | 27 | 155 | 195 | -40 |

Legenda:       = drużyny rozstawione w playoff,       = drużyny nierozstawione w playoff

#### Grupa B
L = lokata, M = liczba rozegranych spotkań, Pkt = Liczba zdobytych punktów, W = Wygrane, WpD = Wygrane po dogrywce lub karnych, PpD = Porażki po dogrywce lub karnych, P = Porażki (ogółem), G+ = Gole strzelone, G- = Gole stracone, +/- Różnica bramek
| Lp. | Zespół              | M  | Pkt | W  | WpD | PpD | P  | G + | G - | +/- |
| --- | ------------------- | -- | --- | -- | --- | --- | -- | --- | --- | --- |
| 1   | Unia Oświęcim       | 24 | 52  | 16 | 2   | 0   | 6  | 103 | 57  | +46 |
| 2   | Stoczniowiec Gdańsk | 24 | 50  | 15 | 2   | 1   | 6  | 107 | 78  | +29 |
| 3   | KH Sanok            | 24 | 45  | 13 | 2   | 2   | 7  | 97  | 57  | +40 |
| 4   | TKH Toruń           | 24 | 19  | 5  | 1   | 2   | 16 | 56  | 101 | -45 |
| 5   | KTH Krynica         | 24 | 14  | 3  | 1   | 3   | 17 | 60  | 130 | -70 |

Legenda:       = drużyny nierozstawione w playoff,       =  gra w Play off I ligi

## Play off
10 lutego 2010 odbyło się losowanie par rundy playoff. Dodatkowo wprowadzono tzw. "bonus", czyli zwycięzca większej ilości spotkań w sezonie zasadniczym musi wygrać o jedno spotkanie mniej niż drużyna, która wygrała mniej razy w bezpośrednich spotkaniach w sezonie zasadniczym.

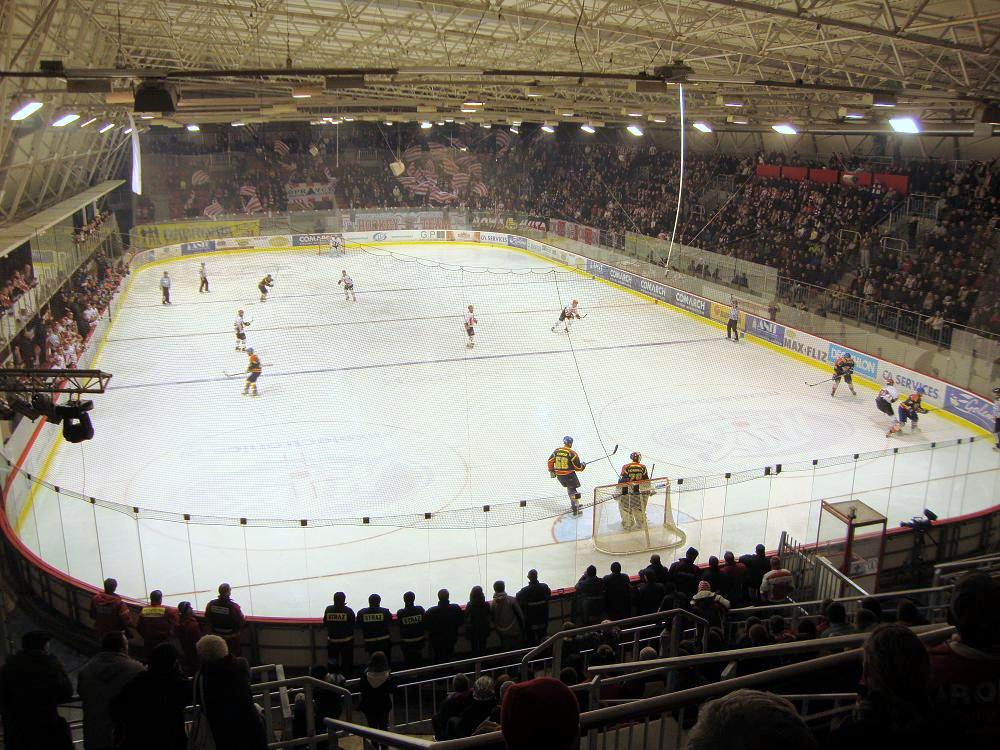
Drugi mecz finałów Cracovia - Podhale (4:5), 13 marca 2010

|  |                     |                     |                          |                          |   |           |                    |          |  |  |       |       |       |
|  | Ćwierćfinał         | Ćwierćfinał         | Ćwierćfinał              |                          |   | Półfinał  | Półfinał           | Półfinał |  |  | Finał | Finał | Finał |
|  | Ćwierćfinał         | Ćwierćfinał         | Ćwierćfinał              |                          |   | Półfinał  | Półfinał           | Półfinał |  |  | Finał | Finał | Finał |
|  | 15 - 16 lutego 2010 |                     |                          |                          |   |           |                    |          |  |  |       |       |       |
|  |                     |                     |                          |                          |   |           |                    |          |  |  |       |       |       |
|  | Cracovia            | Cracovia            | 3                        |                          |   |           |                    |          |  |  |       |       |       |
|  | Cracovia            | Cracovia            | 3                        | 25 lutego - 1 marca 2010 |   |           |                    |          |  |  |       |       |       |
|  | Stoczniowiec Gdańsk | Stoczniowiec Gdańsk | 0                        |                          |   |           |                    |          |  |  |       |       |       |
|  | Stoczniowiec Gdańsk | Stoczniowiec Gdańsk | 0                        |                          |   | Cracovia  | Cracovia           | 4        |  |  |       |       |       |
|  | 15 - 16 lutego 2010 |                     |                          |                          |   | Cracovia  | Cracovia           | 4        |  |  |       |       |       |
|  |                     |                     | Zagłębie Sosnowiec       | Zagłębie Sosnowiec       | 0 |           |                    |          |  |  |       |       |       |
|  | Zagłębie Sosnowiec  | Zagłębie Sosnowiec  | Zagłębie Sosnowiec       | Zagłębie Sosnowiec       | 0 | 3         |                    |          |  |  |       |       |       |
|  | Zagłębie Sosnowiec  | Zagłębie Sosnowiec  |                          |                          |   | 3         | 12 - 17 marca 2010 |          |  |  |       |       |       |
|  | Naprzód Janów       | Naprzód Janów       | 0                        |                          |   |           |                    |          |  |  |       |       |       |
|  | Naprzód Janów       | Naprzód Janów       | 0                        |                          |   | Cracovia  | Cracovia           | 1        |  |  |       |       |       |
|  | 15 - 19 lutego 2010 |                     |                          |                          |   | Cracovia  | Cracovia           | 1        |  |  |       |       |       |
|  |                     |                     | Podhale Nowy Targ        | Podhale Nowy Targ        | 4 |           |                    |          |  |  |       |       |       |
|  | GKS Tychy           | GKS Tychy           | Podhale Nowy Targ        | Podhale Nowy Targ        | 4 | 3         |                    |          |  |  |       |       |       |
|  | GKS Tychy           | GKS Tychy           | 25 lutego - 7 marca 2010 |                          |   | 3         |                    |          |  |  |       |       |       |
|  | Unia Oświęcim       | Unia Oświęcim       | 0                        |                          |   |           |                    |          |  |  |       |       |       |
|  | Unia Oświęcim       | Unia Oświęcim       | 0                        |                          |   | GKS Tychy | GKS Tychy          | 3        |  |  |       |       |       |
|  | 15 - 20 lutego 2010 |                     |                          |                          |   | GKS Tychy | GKS Tychy          | 3        |  |  |       |       |       |
|  |                     |                     | Podhale Nowy Targ        | Podhale Nowy Targ        | 4 |           |                    |          |  |  |       |       |       |
|  | Podhale Nowy Targ   | Podhale Nowy Targ   | Podhale Nowy Targ        | Podhale Nowy Targ        | 4 | 3         |                    |          |  |  |       |       |       |
|  | Podhale Nowy Targ   | Podhale Nowy Targ   |                          |                          |   |           |                    |          |  |  |       |       |       |
|  | GKS Jastrzębie      | GKS Jastrzębie      | 2                        |                          |   |           |                    |          |  |  |       |       |       |
|  | GKS Jastrzębie      | GKS Jastrzębie      | 2                        |                          |   |           |                    |          |  |  |       |       |       |

### Ćwierćfinały
Cracovia - Stoczniowiec Gdańsk 3:0 (bonus dla Cracovii, w meczach 6:5, 2:0)

GKS Tychy - Unia Oświęcim 3:0 (bez bonusu, w meczach 4:0, 3:2, 5:2)

Podhale Nowy Targ - GKS Jastrzębie 3:2 (bonus dla Podhala, w meczach 3:4k, 5:1, 3:4k, 5:3)

Zagłębie Sosnowiec - Naprzód Janów 3:0 (bonus dla Zagłębia, w meczach 5:4k, 7:4)

### Półfinały
Cracovia - Zagłębie Sosnowiec 4:0 (bonus dla Cracovii, w meczach 5:4k, 5:3, 4:1)

Podhale Nowy Targ - GKS Tychy 4:3 (bonus dla Podhala, w meczach 2:1k, 1:4, 3:2, 2:6, 6:0)

### o 3. miejsce
GKS Tychy – Zagłębie Sosnowiec 4:2 (bonus dla GKS Tychy, w meczach 4:5d, 3:1, 5:4, 4:5, 3:2)

### Finał
Cracovia - Podhale Nowy Targ 1 - 4
|  | Podhale Nowy Targ | 1:7 - bilans w sezonie zasadniczym | Cracovia |  |

|  |  | (2:3d, 0:3, 3:5, 3:11, 8:4, 3:5, 3:5, 3:4d) |

| 12 marca 2010 | Cracovia | 3:4 | Podhale Nowy Targ | Sztuczne lodowisko im. "Rocha", Kraków |

| Godzina: 20:15 | Mikołaj Łopuski (EQ) 28:26 Martin Dudáš (PP) 41:26 David Musial (EQ) 45:33 | (0:0, 1:3, 2:1) | 26:11 (EQ) Piotr Kmiecik 36:10 (EQ) Damian Kapica 36:49 (EQ) Milan Baranyk 43:56 (EQ) Marcin Kolusz | Widzów: 2500 Sędzia główny: Włodzimierz Marczuk Sędziowie liniowi: Grzegorz Dzięciołowski |

| 13 marca 2010 | Cracovia | 4:5 | Podhale Nowy Targ | Sztuczne lodowisko im. "Rocha", Kraków |

| Godzina: 20:15 | Daniel Laszkiewicz (PP) 02:45 Michał Piotrowski (SH) 08:23 Mikołaj Łopuski (EQ) 21:26 Michał Radwański (EQ) 36:48 | (2:1, 2:2, 0:2) | 08:37 (PP) Milan Baranyk 22:34 (EQ) Maciej Sulka 30:26 (EQ) František Bakrlík 41:25 (EQ) František Bakrlík 46:50 (PP) Martin Ivičič | Widzów: 2800 Sędzia główny: Grzegorz Porzycki Sędziowie liniowi: Zbigniew Wolas |

| 16 marca 2010 | Podhale Nowy Targ | 5:2 | Cracovia | Miejska Hala Lodowa, Nowy Targ |

| Godzina: 20:15 | Damian Kapica (EQ) 01:54 Martin Voznik (EQ) 15:05 Milan Baranyk (SH) 21:00 Tomasz Malasiński (EQ) 54:00 Martin Ivičič (EQ) 58:00 | (2:0, 1:1, 2:1) | 33:03 (EQ) Grzegorz Pasiut 45:40 (PP) Leszek Laszkiewicz | Widzów: 3500 Sędzia główny: Paweł Meszyński Sędziowie liniowi: Maciej Pachucki |

| 17 marca 2010 | Podhale Nowy Targ | 3:1 | Cracovia | Miejska Hala Lodowa, Nowy Targ |

| Godzina: 20:15 | Marcin Kolusz (PP) 08:08 Krzysztof Zapała (EQ) 19:49 František Bakrlík (EQ) 49:55 | (2:1, 0:0, 1:0) | 16:36 (EQ) David Musial | Widzów: 5000 Sędzia główny: Włodzimierz Marczuk Sędziowie liniowi: Grzegorz Dzięciołowski |

## Rywalizacja o miejsca 5-8
GKS Jastrzębie - Unia Oświęcim 0:2 (w meczach 2:3 i 1:2) 
Naprzód Janów - Stoczniowiec Gdańsk 0:2 (w meczach 4:7 i 0:8)

### o 5. miejsce
Unia Oświęcim - Stoczniowiec Gdańsk 0:2 (w meczach 0:3 i 3:5)

### o 7. miejsce
Naprzód Janów - GKS Jastrzębie 0:1 (w meczu 3:4k)

## Play-down
Do tej fazy zakwalifikowały się trzy zespoły z grupy słabszej, które nie awansowały do fazy play-off, jak również pięć najlepszych drużyn z I ligi. Celem było końcowe ustalenie ostatecznej klasyfikacji PLH w bieżącym sezonie, w tym także wyłonienie ewentualnego spadkowicza i beniaminka ekstraligi w kolejnym sezonie.

### o miejsca 9-16
KH Sanok - Legia Warszawa 3:0 (w meczach 5:0, 9:3, 6:1)
TKH Toruń - UKS Sielec Sosnowiec 3:0 (w meczach 7:1, 12:1, 15:2)
KTH Krynica - MMKS Nowy Targ 3:0 (bonus dla KTH, w meczach 6:0, 9:2)
HC GKS Katowice - Orlik Opole 3:0 (bonus dla HC GKS, w meczach 7:3, 2:0)

### o miejsca 9-12
KH Sanok - HC GKS Katowice 3:1 (w meczach 6:1, 9:2, 3:6, 7:2)
TKH Toruń - KTH Krynica 2:3 (bonus dla TKH, w meczach 4:7, 4:2, 1:2, 3:5)

#### o 9. miejsce
KH Sanok - KTH Krynica 3:0 (bonus dla KH Sanok, w meczach 7:2, 6:0)

#### o 11. miejsce
TKH Toruń - HC GKS Katowice 1:0 (w meczu 12:6)

## Ostateczna kolejność
| M  | Nazwa klubu         |
| 1  | Podhale Nowy Targ   |
| 2  | Cracovia            |
| 3  | GKS Tychy           |
| 4  | Zagłębie Sosnowiec  |
| 5  | Stoczniowiec Gdańsk |
| 6  | Unia Oświęcim       |
| 7  | GKS Jastrzębie      |
| 8  | Naprzód Janów       |
| 9  | KH Sanok            |
| 10 | KTH Krynica         |

Legenda:
|  | Puchar Kontynentalny         |
|  | Spadek do I ligi - TKH Toruń |

Awans do Ekstraligi w sezonie 2010/2011 – KTH Krynica

## Punktacja kanadyjska
| Zawodnik                      | Suma | Gole | Asysty | Mecze |
| ----------------------------- | ---- | ---- | ------ | ----- |
| Leszek Laszkiewicz (Cracovia) | 75   | 36   | 39     | 53    |
| Vladimir Luka (Zagłębie)      | 72   | 38   | 34     | 49    |
| Milan Baranyk (Podhale)       | 69   | 35   | 34     | 57    |
| František Bakrlík (Podhale)   | 68   | 30   | 38     | 54    |
| Martin Vozdecký (KH Sanok)    | 64   | 28   | 38     | 38    |